# Segunda parte de Esferamundi de Grecia
La Segunda parte de Esferamundi de Grecia es un libro de caballerías italiano, escrito por el prolífico autor Mambrino Roseo. Es continuación de la Primera parte de Esferamundi de Grecia, el decimotercer libro de la serie de Amadís de Gaula, publicado en 1558, y por consiguiente es el decimocuarto libro de ese ciclo, por lo que se refiere a obras españolas e italianas. De acuerdo con el tópico de la falsa traducción, la obra fue presentada como una traducción del español, pero es con toda certeza obra de Roseo y no se tiene noticia de ningún supuesto original en español.

## Ediciones
La obra fue impresa por primera vez en Venecia en 1559, en la imprenta de Michel Tramezzino, con el título de La seconda parte del lib. di Sferamundi invittiss. Principe di Grecia. Lib. XIIII. Di Amadis di Gaula. Ridotta da gli antichi Annali de gli Imperadori di Costantinopolis, nella lingua Italiana. De la edición de 1559 hay ejemplares en la Biblioteca Nacional de Milán, en la Biblioteca Real de Copenhague y en la Biblioteca de la Universidad de Múnich. El libro alcanzó una notoria popularidad en el público italiano, ya que fue reimpreso en 1569, 1574, 1582, 1600, 1610 y 1619, siempre en Venecia.

## Argumento
En esta obra se continúa el relato de las aventuras de Esferamundi de Grecia, hijo de Rogel de Grecia y su esposa Leónida, enamorado de Ricarda, hija del emperador de los partos., aunque su papel en la acción es menos relevante que en la obra anterior. La acción  se inicia con el relato de las aventuras del príncipe don Lucendus de Francia, cuando marchaba a liberar a su amada la infanta Fortuna del poder de la maga Dragontina, lo cual finalmente logra, pero después de algunas vicistudes la desverturada infanta cae nuevamente cautiva, esta vez del gigante Escaranso. Cuando logra vencer y al gigante, la infanta ya ha sido liberada por un acaballero extraño, que resulta ser Fortunián el bello, hijo precisamente de Lucendus y Fortuna. Parten después juntos a Persia y protagonizan diversas aventuras. Después la obra refiere largamente diversas hazañas de los príncipes Amadís de Astra y Esferamundi, protagonistas del libro precedente, y la liberación de la princesa Ricarda , amada de Esferamundi, así como diversas aventuras de don Silves de la Selva y don Filistel de Montespín, hijos de Amadís de Grecia, y otros caballeros del linaje amadisiano. De acuerdo con un tópico habitual en los libros caballerescos de Roseo, también se refieren sangrientas guerras y combates individuales entre cristianos y paganos. Estos finalmente son derrotados. La parte final de la obra se dedica al himeneo entre el príncipe Arlanges de España y la infanta Sextiliana de Sevilla, así como a las desavenencias entre Amadís de Astra y su amada Rosaliana, hermana de Ricarda, quien se deja llevar por los celos, pensando que Amadís ama a la infanta Artamira, y lo dirige una carta de recriminaciones, que llevan al héroe a apartarse de su presencia y protagonizar diversas aventuras con el nombre de Caballero de la Tristeza. 
En el capítulo final se narra cómo, estando la infanta Sextiliana junto con Rosaliana y otras princesas en un ameno jardín en la corte del emperador de los partos, en la cual se hallaba también su amado el príncipe Arlanges, llegó prodigiosamente por los aires un gran castillo, que descendió al jardín. Del edificio salió un fiero gigante, que esparció en el aire agua de un licor que hizo surgir una espesa niebla que duró más de dos horas. Cuando se disipó la niebla, "... se echó de menos entre ellos a la bella infanta Sextiliana, de donde fue tal el llanto que se elevó entre las dueñas y doncellas, que el autor por piedad de eso pone fin a su libro". 

## Continuación
Dado el éxito que tuvo la obra, Mabrino Roseo no tardó en dar a luz una continuación, la Tercera parte de Esferamundi de Grecia, que se publicó por primera vez en 1563, también en Venecia.

## Traducciones
La Segunda parte de Esferamundi fue traducida al francés y se publicó por primera vez en ese idioma en 1578, pero debido a que por cuestiones editoriales la numeración del ciclo francés era distinta de la del hispano-italiano, se convirtió en el decimoséptimo libro francés. También fue traducida al alemán y publicada en 1591, como décimosetimo libro del llamado ciclo de Amadís de Francia. También apareció en neerlandés en 1612.